# Branoslavci
Branoslavci este o localitate din comuna Ljutomer, Slovenia, cu o populație de 163 de locuitori.